# قسمة التركات
التركة هي: (ما تركه الشخص بعد موته من مال أو حق أو اختصاص)، وموضوع المواريث هو: «التركات»، وقسمة التركات: ثمرة هذا العلم وفائدته.
والتركة بمعنى: «عين المال» نوعان هما: الأعيان التي تقدر بوزن أو كيل أو عدد مثل: نقد الذهب والفضة، والشعير، والعملات النقدية. وما لا يقدر بوزن ولا كيل مثل: العقار والضياع.

## قسمة ما يقدر بكيل أو وزن
إذا كانت التركة مما يكال أو يوزن؛ فيتم تصوير المسألة وتوزيع
السهام على الورثة، ومعرفة مقدار عدد التركة، ثم تقسم على الورثة.
إذا كان الورثة (أب وأم وابنان) وقدر التركة ثلاثون دينارا؛ فسهام المسئلة ستة، للأب سهم، وللأم سهم، والباقي أربعة لكل ابن سهمان. وإذا قسمنا ثلاثين على ستة؛ فالناتج (خمسة)، تضرب في سهم كل وارث والناتج هو قدر نصيبه من التركة، فلكل من الأب والأم (خمسة)، ولكل ابن (عشرة).

## مثال
| وارث | ↓سهام | تركة |
| ---- | ----- | ---- |
|      | 6     | 30   |
| أب   | 1     | 5    |
| أم   | 1     | 5    |
| بن   | 2     | 10   |
| ب    | 2     | 10   |

## طريقة قسمة التركات

### طريقة النسبة
هي: (أن تنسب سهام كل وارث من المسألة، ويعطى من التركة مثل تلك النسبة). وهي طريقة أولية بعمل مختصر يسير، فننظر بين سهام المسألة وبين ما لكل وارث منها. ثم تحدد نسبة سهام كل من مجموع سهام المسألة أي: (أصل المسألة أو مصححها). ويكون للوارث من التركة بقدر تلك النسبة الجزئية.

### مثال
إذا كانت المسألة أختان شقيقتان، وأختان لأم؛ أصل المسألة (ثلاثة) للشقيقتين الثلثان، وهو: سهمان، وللأختين لأم الثلث، وهو: سهم واحد. ثم تقسم السهام وهي: سهمان على الفريق الأول وهو شقيقتان اثنتان، والسهمان منقسمان عليهما بغير كسر، لكل واحدة سهم. (2÷2=1). والباقي سهم غير منقسم
يضرب عدد الفريق وهو اثنان في أصل المسألة وهو ثلاثة، (2×3=6) الناتج (ستة) تصح منه المسألة، ويكون لكل شقيقة سهمان من مصحح المسألة، ولكل أخت لأم سهم.
- ونسبة السهام للستة؛ أن الواحد سدس الستة، والإثنين ثلث الستة.
- وإذا كان مبلغ التركة هو: (مائة وعشرون)؛ فقسمتها بطريقة النسبة.
- نسبة ما للشقيقة الواحدة من مصحح المسألة؛ اثنان من ستة، وهو ثلث الستة.فتأخذ الثلث من التركة، تقسم مائة وعشرون على ثلاثة، (120÷3=40) الناتج = (أربعون) هو نصيب الأخت الشقيقة من التركة.
- وللشقيقة الأخرى أربعون، ومجموع سهام الشقيقتين من التركة: (ثمانون) وهو ثلثان من التركة.
- نسبة ما للأخت لأم بمفردها من مصحح المسألة؛ واحد من ستة، وهو سدس الستة. فتأخذ السدس من التركة، تقسم مائة وعشرون على ستة، (120÷6=20) الناتج = (عشرون) هو نصيبها من التركة.
- وللأخت لأم الأخرى عشرون، مجموع سهام الأختين لأم من التركة: (أربعون) وهو ثلث التركة.
- ثم نقوم بتصحيح العمل فنجمع أعداد سهام الورثة، فإن بلغ قدر العدد المقسوم عليهم وهو مجموع السهام، أو عدد التركة، إذ لا يكون العمل صحيحا إلا إذا كان مجموع سهام الورثة هو نفس العدد المقسوم عليهم بتمامه بلا نقص ولا زيادة.

### تصوير المسألة
| \| مسألة \| تأصيل \| تصحيح \| تركة \| \| ------- \| ----- \| ----- \| ---- \| \| \| 3 \| 6 \| 120 \| \| شقيقة \| 1 \| 2 \| 40 \| \| شقيقة \| 1 \| 2 \| 40 \| \| أخت لأم \| \| 1 \| 20 \| \| أخت لأم \| \| 1 \| 20 \| |       |       |      |
| مسألة | تأصيل | تصحيح | تركة |
| | 3     | 6     | 120  |
| شقيقة | 1     | 2     | 40   |
| شقيقة | 1     | 2     | 40   |
| أخت لأم |       | 1     | 20   |
| أخت لأم |       | 1     | 20   |

## قسمة التركة بطريقة القسمة ثم الضرب
الوجه الثاني: قسمة التركة بطريقة القسمة؛ وهي: (قسمة عدد التركة في مجموع سهام المسألة، ثم قسمة الناتج على سهام الوارث وما نتج فهو نصيبه من التركة).

### مثال
زوج وأب وبنت؛ أصل المسألة (اثنى عشر) للتوافق بين الأربعة والستة، للزوج الربع ثلاثة أسهم، وللبنت النصف، وهو ستة أسهم، وللأب الباقي وهو ثلاثة أسهم.
| مسألة | سهام | عمل          | تركة↓ |
| ----- | ---- | ------------ | ----- |
|       | 12   |              | 600   |
| زوج   | 3    | 600÷12=50×3= | 150   |
| بنت   | 6    | 600÷12=50×6= | 300   |
| أب    | 3    | 600÷12=50×3= | 150   |

| مسألة |
| ----- |

──────

## قسمة التركة بطريقة الضرب
الوجه الثالث: قسمة التركة بطريقة الضرب؛ وهي: (ضرب عدد التركة في سهام كل وارث، ثم قسمة الناتج على مجموع سهام المسألة، وما نتج فهو نصيب الوارث من التركة).

### مثال
زوج وأبوان وبنتان والتركة (ستمائة دينار)؛ أصل المسألة (اثنى عشر) للتوافق بين الأربعة والستة، للزوج الربع ثلاثة أسهم، وللأب السدس فرضا وهو سهمان، وللأم السدس وهو سهمان، وللبنتين الثلثان وهو ثمانية أسهم، لكل بنت أربعة أسهم، وتعول المسألة بمجموع سهامها إلى (خمسة عشر). وعدد التركة (ستمائة) تقسم بهذه الطريقة كالتالي.
- تضرب سهام الزوج وهي: (3) في عدد التركة وهي: (600) الناتج = (1800) ثم يقسم الناتج وهو (ألف وثمانمائة) على مجموع سهام المسألة، وهي بالعول (خمسة عشر) _ (1800÷15=120) الناتج = (مائة وعشرون) هو قدر نصيب الزوج من التركة.
- تضرب سهام الأب وهي: (اثنان) في التركة وهي: (ستمائة)

والناتج وهو: (ألف ومائتان) يقسم على سهام المسألة وهي: (خمسة عشر) - (1200÷15=80) الناتج = (ثمانون) هو نصيب الأب من التركة.
- وللأم سهمان ×600=1200÷15=80_ فيكون للأم من التركة (ثمانون) مثل الأب تماما.
- سهام البنتين (ثمانية) تضرب في التركة، وهي: (ستمائة) - (8×600=4800)، الناتج = (ألفان وأربعمائة) تقسم على سهام المسألة وهي خمسة عشر (4800÷15=320) الناتج = (ثلاثمائة وعشرون) هو نصيب البنتين من التركة، لكل بنت (مائة وستون).
- تجمع الأنصباء؛ وهي:

320+80+80+120=(600) الناتج هو عدد التركة.

### تصوير المسألة
| \| مسألة \| سهام \| عمل \| تركة↓ \| \| ----- \| ---- \| -------------- \| ----- \| \| \| 15 \| \| 600 \| \| زوج \| 3 \| 600×3=1800÷15= \| 120 \| \| أب \| 2 \| 600×2=1200÷15= \| 80 \| \| أم \| 2 \| 600×2=1200÷15= \| 80 \| \| بنت \| 4 \| 600×4=2400÷15= \| 160 \| \| بنت \| 4 \| 600×4=2400÷15= \| 160 \| |      |                |       |
| مسألة | سهام | عمل            | تركة↓ |
| | 15   |                | 600   |
| زوج | 3    | 600×3=1800÷15= | 120   |
| أب | 2    | 600×2=1200÷15= | 80    |
| أم | 2    | 600×2=1200÷15= | 80    |
| بنت | 4    | 600×4=2400÷15= | 160   |
| بنت | 4    | 600×4=2400÷15= | 160   |

| أصل المسألة12 وتعول إلى 15 |

## قسمة التركة بطريقة التوافق
الحالة الرابعة؛ قسمة التركة بطريقة التوافق -إحدى علاقات النسب الأربع إن كان بين عدد التركة، وبين مجموع سهام المسألة موافقة.
- استخراج وفق التركة، ووفق سهام المسألة.
- ضرب سهام كل وارث في وفق التركة، ثم قسمة الناتج على وفق سهام المسألة، وناتج هذا العمل هو نصيب ذلك الوارث.

### مثال
زوج وبنت وأب والتركة (أربعون)؛ أصل المسألة (اثنى عشر) للزوج ثلاثة أسهم، وللبنت ستة أسهم، واللأب ثلاثة أسهم. بين الأربعين واثنى عشر توافق بالأرباع وفق الأربعين (عشرة) ووفق الإثنى عشر (ثلاثة).
- تضرب سهام الزوج وهي ثلاثة في وفق التركة وهو عشرة، الناتج =ثلاثون تقسم على وفق سهام المسألة وهو ثلاثة، والناتج =عشرة

هو نصيب الزوج من التركة.
- سهام الأب ثلاثة، ونصيبه من التركة عشرة. بنفس الطريقة.
- سهام البنت ستة، ونصيبها من التركة عشرون، بنفس الطريقة.

| \| مسألة \| سهام \| عمل \| تركة↓ \| \| ----- \| ---- \| ---------- \| ----- \| \| \| 12 \| \| 40 \| \| زوج \| 3 \| 3×10=30÷3= \| 10 \| \| بنت \| 6 \| 6×10=60÷3= \| 20 \| \| أب \| 3 \| 3×10=30÷3= \| 10 \| |      |            |       |
| مسألة | سهام | عمل        | تركة↓ |
| | 12   |            | 40    |
| زوج | 3    | 3×10=30÷3= | 10    |
| بنت | 6    | 6×10=60÷3= | 20    |
| أب | 3    | 3×10=30÷3= | 10    |

───